# Alfonso Reyes
Alfonso Reyes Ochoa (Monterrey, 1889. május 17. – Mexikóváros, 1959. december 27.) mexikói író, esszéista, diplomata.

## Élete
Alfonso Reyes nagypolgári családból származott az új-leóni Monterreyből. Apja, Bernardo Reyes tábornok Porfirio Díaz elnöksége idején Új-León állam kormányzója volt és védelmi miniszter is. Alfonso Reyes Mexikóvárosban a Liceo Francésba, míg Monterreyben a Colegio Civilbe járt iskolába. A mexikóvárosi egyetemen (Universidad Nacional Autónoma de México) jogot tanult és 1913-ban diplomázott.
Egyetemi tanulmányai idején kezdett el érdeklődni az irodalom iránt. 1909-ben Pedro Henríquez Ureña, Antonio Caso és José Vasconcelos társaságában irodalmi kört alapított „Ateneo de la Juventud” (magyarul: „Fiatal kultúrkör”) névvel. Tanulmányai során előadásokat is tartott a spanyol nyelv és irodalom történetéről.
1913-ban szinte egyik napról a másikra konfrontálódott a mexikói forradalom zűrzavarával. Apját 1913 februárjában, a forradalom legvéresebb harcainak idején, az úgynevezett tragikus tíz nap során a mexikóvárosi Nemzeti Palota előtt agyonlőtték. Alfonso Reyes Párizsba menekült, ahol egy ideig a mexikói nagykövetségen is dolgozott. Az első világháború kitörtével Spanyolországba telepedett át, és miután Mexikóban Álvaro Obregón tábornok lett az elnök, ő volt a mexikói nagykövet Spanyolországban. Ezután három évig Franciaországban tartózkodott, majd Argentínában, később pedig Brazíliában volt mexikói nagykövet.
1939-ben tért vissza immár véglegesen Mexikóba, ahol az akkor alapított Casa de España igazgatója lett. Az intézetet a spanyol polgárháború elől menekülők alapították és később nevezték át El Colegio de Méxicóra. Alfonso Reyes több szívinfarktus után halt meg 1959-ben.

## Magyarul
- Amerikai capriccio. Válogatott írások; vál., szerk. Scholz László, ford. Cserháti Éva et al.; Nagyvilág, Bp., 2001